# Johann Ernst von Schmettow
Johann Ernst von Schmettow (* 1703; † 1774) war ein preußischer Offizier, zuletzt Generalmajor sowie Ritter des Ordens Pour le Mérite.

## Leben

### Herkunft
Johann Ernst entstammte dem alten und briefadeligen schlesischen Geschlecht von Schmettau, die in Preußen seit dem 17. Jahrhundert, besonders aber im 18. und 19. Jahrhundert, zahlreiche Generäle der Preußischen Armee stellte und auch im gesellschaftlichen und politischen Leben des 19. Jahrhunderts bedeutende Vertreter hervorbrachte.

### Militärkarriere
Wie in den preußischen Adelsfamilien üblich, wählte auch Schmettow den Soldatenberuf. Er trat in das Leibkarabiniers-Regiment ein, brachte es aber bis 1740 nur bis zum Rittmeister, da das Avancement in der Armee mangels kriegerischer Auseinandersetzungen Preußens mit seinen Nachbarn unter König Friedrich Wilhelm I. nur sehr langsam vonstattenging. Immerhin hatte ihm der König den 1667 gestifteten Orden De la Générosité am 18. Juni 1736 verliehen. Nach seinem Regierungsantritt 1740 stiftete Friedrich II. den Orden Pour le Mérite. Nach diesem Ereignis wandelte der König die vorher verliehenen Orden De la Générosité, deren Träger noch lebten und noch im aktiven Dienst standen, in den neugeschaffenen Orden Pour le Mérite um. So erhielt auch Schmettow diesen Orden. In einer allerhöchsten Kabinettsorder vom 11. Juni 1742 beigefügten Liste werden alle Träger des Pour le Mérite aufgeführt, darunter auch Johann Ernst von Schmettow, ...., so von SKM mit dem p.l.m. begnadet worden sind'....
Von nun an ging wegen der unter Friedrich II. verbesserten Beförderungschancen sein Aufstieg in der militärischen Hierarchie schneller. Er avancierte bis zum Range eines Generalmajors und verstarb 1764.